# Morven
Morven (en gaèlic escocès: A' Mhòr Bheinn) és una muntanya del comtat de Caithness, a la regió de les Terres Altes d'Escòcia. El pujol està classificat com un Graham i, amb 706 metres, el seu cim és el punt més alt del comtat de Caithness.
Caithness és en general bastant plana i baixa. L'altura relativa de Morven fa d'ella un tret prominent del paisatge i pot veure's des de diferents llocs al país.
Hi ha també una altra muntanya anomenada Morven a Aberdeenshire.